# Colin Gubbins
Pour les articles homonymes, voir Gubbins.
Colin McVean Gubbins (2 juillet 1896 - Stornoway, 11 février 1976) fut un officier de carrière britannique d'origine écossaise, qui, pendant la Seconde Guerre mondiale, dirigea le service secret britannique Special Operations Executive (SOE).

## Biographie

### Jeunesse
Gubbins est né à Shiba, Tokyo au Japon le 2 juillet 1896. Son père, John Harington Gubbins (1852-1929), fut diplomate au Japon pendant 30 ans.
Il suivit ses études à la Normanton Grammar School dans le Yorkshire, puis au Cheltenham college. Il entra ensuite à l'académie militaire royale de Woolwich.

### Première Guerre mondiale
Officier au sein de la Royal Field Artillery, unité d'artillerie de l'Armée de terre britannique, il combattit sur le front occidental où il fut blessé en 1916. Lieutenant, il est décoré de la Military Cross le 22 septembre 1916 et reçoit une citation (Mentioned in Despatch).

### Entre-deux guerres
En 1919, il servit quelques mois en Russie, comme attaché militaire auprès du général Denikine, commandant en chef des armées blanches, qui harcelait encore les Bolcheviks. Ce fut sa première expérience de la guerre irrégulière. Entre 1919-21, deuxième expérience de la subversion au cours de la rébellion irlandaise.

### Seconde Guerre mondiale
1939.
- Avril. Il rejoint le MI(R), récemment créé par le major John Holland au sein du War Office. Sa première mission consiste à rédiger trois guides d'instruction, dans la perspective d'une invasion de la Grande-Bretagne par l'Allemagne.
- Été. Il dispense des cours d'entraînement sur la théorie élémentaire de la guérilla pour des civils choisis — des explorateurs, des linguistes, des montagnards, des hommes ayant des contacts pour affaire à l'étranger — dont certains auront plus tard des carrières remarquées au SOE. Il fait aussi deux voyages aériens secrets, l'un dans la vallée du Danube, l'autre en Pologne et dans les états baltes, pour étudier les possibilités d'une action de guérilla dans les pays situés à l'est de l'Allemagne.
- 25 août. Il se rend en Pologne, comme chef de mission militaire britannique, pour conseiller les Polonais et les Tchèques en matière de guérilla contre le futur envahisseur allemand.
- À Varsovie, il fait partie du Service de renseignements du général Adrian Carton de Wiart. Lorsque les Allemands envahissent la Pologne, il s'échappe par la Hongrie et les Balkans.

1940.
- Mai. Le colonel Gubbins part pour la Norvège avec le corps expéditionnaire britannique. Il commande la Force Scissors, constituée de cinq Compagnies indépendantes[1]. Il commande plusieurs opérations qui préfigurent les futures méthodes des commandos : sans appui aérien et en terrain difficile, les Gubbins Boys retardent les Allemands en multipliant les actes de sabotage. Son action lui vaut d'être décoré de la DSO.
- Juillet. Dans l'hypothèse redoutée d'un prochain débarquement allemand en Grande-Bretagne, on lui confie la mission de constituer des unités spéciales secrètes, Auxiliary Units (Unités auxiliaires), qui par leurs actions de guérilla seraient chargées de répandre la confusion parmi les troupes d'invasion par des attaques et des sabotages[2]. À la même époque, pour soutenir les mouvements de Résistance dans les pays occupés, Winston Churchill crée le Special Operations Executive, qui réunit le MI/R, la section D de l'Intelligence Service, et la section ultrasecrète EH de propagande noire au Foreign Office.
- Novembre : Gubbins est nommé par Dalton chef des opérations et de l'entraînement, au SOE (sigle « M », puis « D/CD/O »), avec le grade de A/Brigadier (général de brigade) : il a la haute main sur les sections nationales (Country sections) et sur les écoles d'entraînement spécial des agents.

1943. Après avoir été l'adjoint de Charles Hambro (en), il lui succède en septembre comme chef du SOE (sigle « CD »). Grade de T/Major General.

### Retraite
Après la guerre, il disparaît de la scène politique, et ne réapparaît que très brièvement pour participer dans l'ombre à la préparation du complot anglo-américain destiné à renverser le gouvernement communiste en Albanie, le projet Valuable.
Il devient ensuite PDG d'une usine de fabrication de tapis, et finalement retourne dans son pays natal, où il souhaite mourir, parmi les fermiers des Hébrides.
Il meurt le 11 février 1976 à Stornoway. Il est enterré au cimetière de Scarista, Harris (Écosse).

## Famille
- Sa première femme : Norah Creina Somerville (née Warren) Gubbins. Mariage en 1919 et divorce en 1944.
  - Ils eurent 2 fils dont John Michael McVean Gubbins, tué à Anzio lors de l'opération Shingle.
- Sa deuxième femme : Anna Elise (« Tulla ») Jensen, d'origine norvégienne. Mariage en 1950. Veuve de Rolf Torbjorn Tradin, lieutenant dans la Luftforsvaret, tué à Caen le 30 mai 1943 (612 Squadron).

## Personnalité de Colin Gubbins

### Selon M.R.D. Foot
Dès le début, il eut une influence sur toute la pyramide du SOE, les collègues, les subordonnés, les agents… Il combinait la vision d'un highlander écossais avec la ténacité d'un officier de carrière, un esprit aiguisé, et beaucoup d'expérience en matière de diplomatie et de renseignements ; et avant le deuxième anniversaire du SOE, un observateur très bien placé le décrivait comme le ressort principal du SOE.

### SelonRésistance et collaboration
On dit souvent que les apparences sont trompeuses. Ce fut particulièrement vrai de Colin Gubbins. Raide, crispé, conformiste, parfaite incarnation du militaire britannique, il s'exprimait laconiquement en détachant bien les syllabes, arborait une moustache impeccablement taillée et se comportait en rigoriste. Mais ses dehors conventionnels cachaient un esprit très cultivé, une vive imagination et une bravoure parfois romanesque… Dalton fut impressionné par « la vitalité, l'énergie de Gubbins… sa vivacité intellectuelle, son esprit de synthèse… » Dalton aurait pu mentionner aussi l'autorité, la sérénité dans l'adversité, la détermination et le doigté nécessaires pour fondre dans le SOE des hommes en provenance de nombreux pays et d'horizons sociaux différents.

## Œuvres
- Guides d'instruction :
  - The Art of Guerilla Warfare (L'Art de la guérilla),
  - Partisan Leader's Handbook (Manuel du chef de partisans),
  - How to use high explosives (Mise en œuvre des explosifs brisants).
- Resistance Movements in the War, JRUSI, London, 1948.

## Distinctions
- Royaume-Uni : Military Cross, 1916 • DSO, 1940 • Ordre de Saint-Michel et Saint-Georges : CMG (compagnon), 1944 ; KCMG (chevalier commandeur), 1946
- France : Officier de la Légion d'honneur, 1944
- Belgique : Ordre de Léopold, grand officier • Croix de Guerre
- Danemark : Ordre royal de Dannebrog, 1re classe
- Norvège : Ordre royal norvégien de Saint-Olaf,
- Pays-Bas : Ordre d'Orange-Nassau, grand officier
- États-Unis : Legion of Merit, commandeur
- Tchécoslovaquie : Ordre du Lion blanc, commandeur
- Russie : Ordre de Saint-Stanislas, 3e classe, 1919
- Pologne : Croix de Vaillance, 1941 • Polonia Resituta, grand officier